# Asplenium incisoserratum
Asplenium incisoserratum är en svartbräkenväxtart som först beskrevs av Eduard Rosenstock, och fick sitt nu gällande namn av N. Murak. och R. C. Moran. Asplenium incisoserratum ingår i släktet Asplenium och familjen Aspleniaceae. Inga underarter finns listade.